# Schloss Polsingen

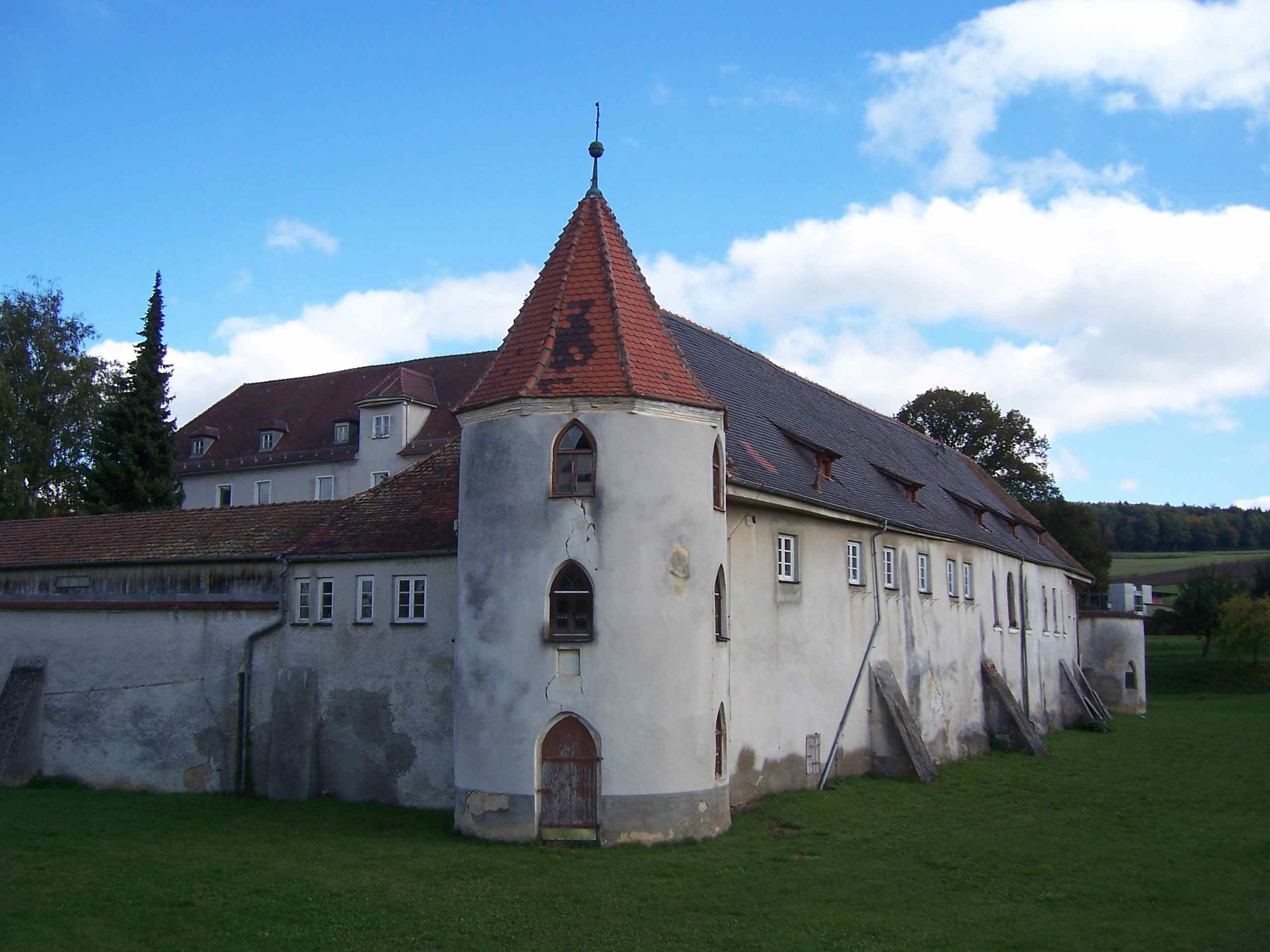
Das Schlossgut, 2013

Das Schloss Polsingen, auch Wöllwarth’sches Wasserschloss genannt, ist ein Schlossbau in Polsingen, einer Gemeinde im mittelfränkischen Landkreis Weißenburg-Gunzenhausen. Das Wasserschloss ist unter der Denkmalnummer D-5-77-162-1 als Baudenkmal in die Bayerische Denkmalliste eingetragen. Das Gebäude ist zusätzlich als Bodendenkmal unter der Nummer D-5-7030-0152 ausgewiesen. Die postalische Adresse lautet Wilhelm-Löhe-Ring 2.
Der Schlossbau befindet sich östlich des Ortskerns auf einer Höhe von 447 m ü. NHN. Es hat eine rechteckige Grabenanlage, eine Ummauerung mit Rundtürmen sowie einen dreigeschossigen Hauptbau. Der dreigeschossiger Walmdachbau stammt vermutlich aus der Mitte des 17. Jahrhunderts. Die vier Ecktürme der ehemals Befestigungsanlage, die hinteren in Fragmenten erhalten, stammen wie die Wehrmauer aus dem 16. Jahrhundert. Von 1858 ist der eiserne Gartenbrunnen. Die Schlosskapelle wurde Ende des 19. Jahrhunderts in einem Stall des 17. oder 18. Jahrhunderts eingerichtet.
Das Schloss Polsingen wurde von den Herren von See errichtet. Es ging 1517/18 durch Kauf durch Markgraf Casimir von Brandenburg an die Markgrafen von Brandenburg über. 1580 erwarb Hans Sigismund von Wöllwarth das Schloss. Die Herren von Wöllwarth behielten das Schloss bis 1857. Dann wurde es von Wilhelm Löhe aus Neuendettelsau erworben, der es seit 1865 als Anstaltsgebäude nutzte. Heute gehört es der Diakonie Neuendettelsau.